# Ognjen Jovanić
Ognjen Jovanić (ur. 4 maja 1978) – chorwacki szachista, arcymistrz od 2007 roku.

## Kariera szachowa
W 1996 r. podzielił VII-XI miejsce w rozegranych w Rymawskiej Sobocie mistrzostwach Europy juniorów do 18 lat, był również reprezentantem kraju na mistrzostwach świata w tej samej kategorii wiekowej, rozegranych w Cali Galdanie. Normy na tytuł arcymistrza wypełnił w latach 2005 (w Puli i Szybeniku) oraz 2007 (w Novej Goricy).
Odniósł następujące sukcesy w turniejach międzynarodowych:
- II m. w Opatii (2001, za Farukiem Bistriciem),
- II m. w Kostrenie (2002, za Robertem Loncarem),
- dz. II m. w Zadarze (2002, za Hrvoje Steviciem, wspólnie z Aleksandrem Dełczewem, Blazimirem Kovaceviciem i Wasilijem Jemielinem),
- I m. w Velikiej Goricy (2003),
- dz. I m. w Puli (2003, wspólnie z Davorem Rogiciem, Nikola Sedlakiem, Zvonko Stanojoskim i Josipem Rukaviną),
- dz. II m. w Lublanie (2003, za Aleksandrem Dełczewem, wspólnie z Siergiejem Fedorczukiem, Ivanem Farago, Władimirem Georgiewem, Draganem Solakiem, Giennadijem Timoszczenko i Milosem Pavloviciem),
- dz. I m. w Puli (2004, wspólnie z m.in. Ognjenem Cvitanem, Robertem Zelčiciem, Blazimirem Kovaceviciem, Michele Godeną i Bojanem Kujajicą),
- dz. I m. w Lublanie (2005, wspólnie z m.in. Aleksandarem Kovaceviciem, Nenadem Fercecem i Ivanem Ivaniševiciem),
- dz. II m. w Puli (2005, za Suatem Atalikiem, wspólnie z m.in. Aloyzasem Kveinysem, Emirem Dizdareviciem i Zoranem Jovanoviciem),
- dz. II m. w Omisie (2005, za Nenadem Sulavą, wspólnie z Blazimirem Kovaceviciem, Ognjenem Cvitanem i Alojzije Jankoviciem),
- dz. II m. w Puli (2006, za Duško Pavasoviciem, wspólnie z m.in. Ognjenem Cvitanem, Davorem Rogiciem, Jiřím Štočkiem i Dušanem Popoviciem),
- dz. I m. w Maladze (2008, wspólnie z Omarem Almeidą Quintaną, Pontusem Carlssonem, Azerem Mirzojewem, Julenem Luisem Arizmendim Martinezem, Luisem Manuelem Perezem Rodriguezem i Radosławem Jedynakiem),
- dz. II m. w Rijece (2008, za Ivanen Šariciem, wspólnie z Borkim Predojeviciem i Marinem Bosiociciem),
- dz. II m. w Puli (2008, za Ante Brkiciem, wspólnie z m.in. Alojzije Jankoviciem, Sinisą Draziciem, Gergely Antalem i Davorinem Kuljaseviciem),
- dz. I m. w Fermo (2009, wspólnie z Władimirem Jepiszynem, Ołeksandrem Kowczanem i Lawrence'em Trentem),
- dz. I m. w Puli (2010, wspólnie z Sinisą Draziciem i Robertem Zelčiciem),
- dz. II m. w Cutro (2011, za Ewgenim Janewem, wspólnie z Viestursem Meijersem i Feliksem Lewinem),
- dz. II m. w Splicie (2011, za Marinem Bosiociciem, wspólnie z m.in. Ante Šariciem).

Najwyższy ranking w dotychczasowej karierze osiągnął 1 listopada 2009 r., z wynikiem 2552 punktów zajmował wówczas 10. miejsce wśród chorwackich szachistów.